# スタンリー (小惑星)
スタンリー (9626 Stanley) は小惑星帯に位置する小惑星。ベルギーの天文学者エリック・エルストがヨーロッパ南天天文台で発見した。
イギリスの盲目の作曲家、オルガン奏者、ジョン・スタンリーから命名された。